# 库尔特·艾斯纳

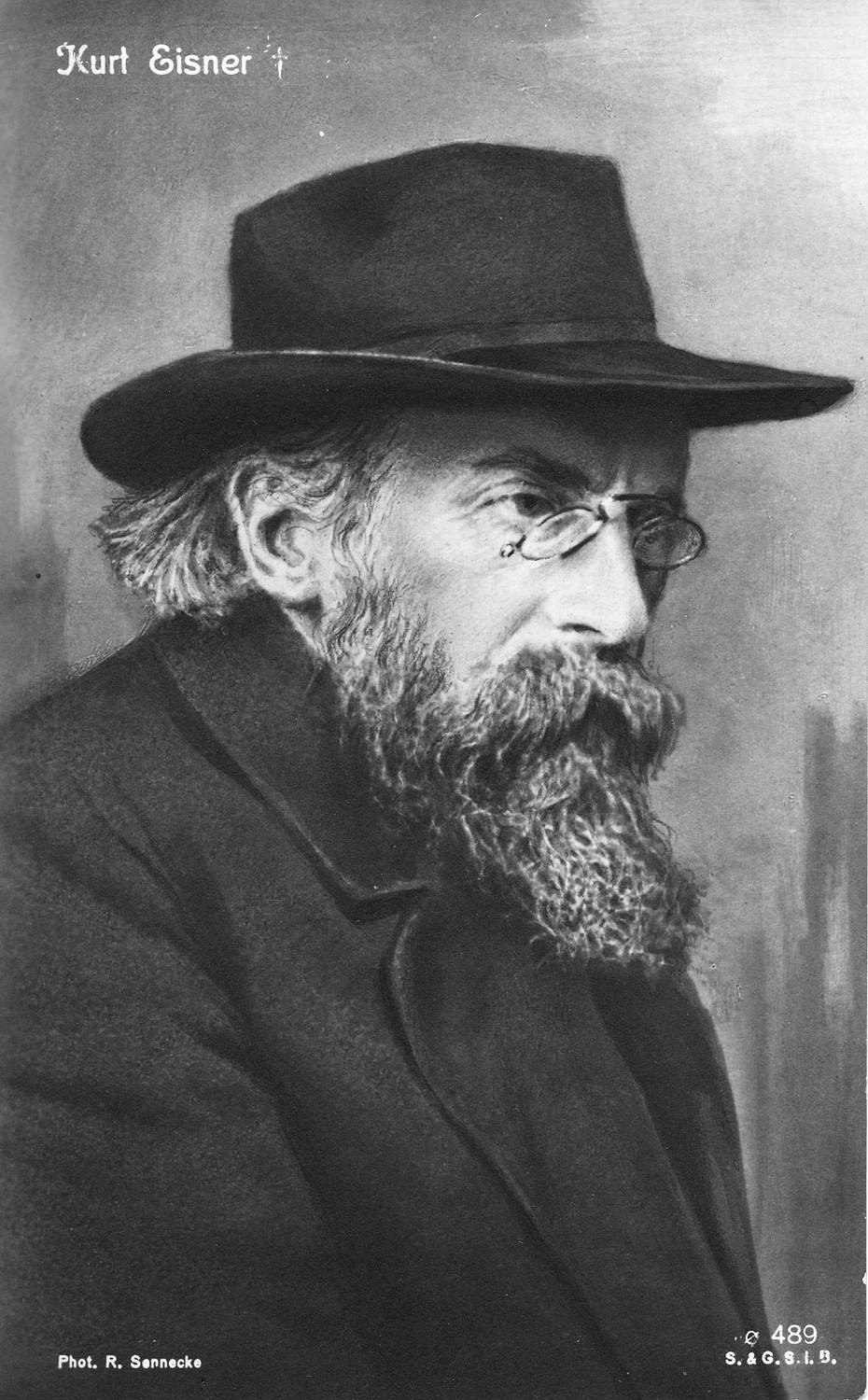

库尔特·艾斯纳（Kurt Eisner，1867年5月14日—1919年2月21日），德国政治人物，新闻工作者。1918年11月，曾参与德国十一月革命，并推翻巴伐利亚王国的维特尔斯巴赫王朝。1918年至1919年，担任巴伐利亚人民邦总理。

## 生平
库尔特·艾斯纳生于德国柏林市，父母皆为犹太人。1890年至1895年，担任《法兰克福报》（Frankfurter Zeitung）特约编辑。在此期间，他因撰文批评威廉二世而入狱9个月。1898年，加入德国社会民主党。1907年至1910年，担任纽伦堡Fränkische Tagespost主编。
1917年，加入德国独立社会民主党。1918年，因之前涉及煽动军火工人罢工被判叛国罪，进入斯塔德海姆监狱服刑。同年10月，因大赦而出狱。出狱后，参与组织推翻巴伐利亚君主制的革命。
1918年11月8日，库尔特·艾斯纳宣布巴伐利亚成为社會主義共和國，並担任总理。
1919年2月21日，艾斯纳在慕尼黑遇刺身亡。艾斯纳遇刺迅速导致革命，巴伐利亚苏维埃共和国随之成立。